# Турнодозер

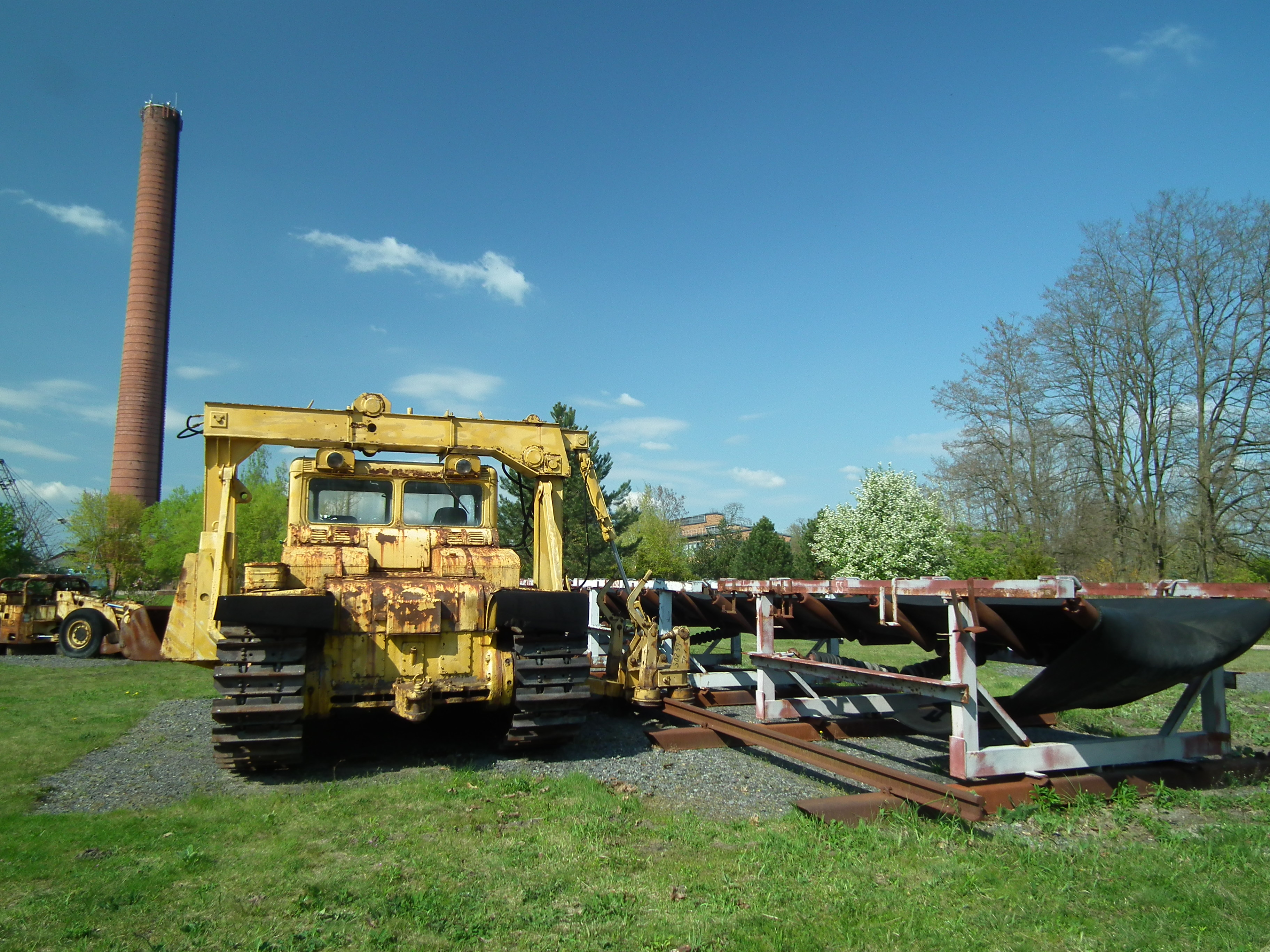
Білецький В. С.

Турнодозер (англ. tournadozer) — аґреґат, гусеничний чи пневмоколісний трактор чи колісний тягач, обладнаний навісним рейкозахопним механізмом, підвішеним збоку на крані та з'єднаним з трактором шарнірною рамою. Призначений для пересування конвеєрних ліній і залізничних колій після відробки чергової екскаваційної заходки фронтом робіт на кар'єрі або відсипання смуги на відвалі.
Турнодозер захоплює рейки або конвеєрний став, піднімає на 15-20 см і рухається паралельно в бік на певний крок. Рух здійснюється попередньо вирівняною поверхнею в кар'єрі або на відвалі. Розмір кроку для залізничних шляхів нормальної колії рекомендується: на сухій пласкій площадці 1,5-2 м, на мокрій рівній — 1,2-1,6 м, на сухій недостатньо рівній — 0,8-1 м, на мокрій недостатньо рівній 0,8-1 м; взимку під час морозу не більше 0,5 м. Крок пересування конвеєрної лінії до 0,7 м. Швидкість робочого ходу турнодозера 2-15 км/год. Продуктивність (добуток довжини пересувної ділянки на крок пересування) 4000-6500 м2/м.